# Ministerul Afacerilor Externe (Ucraina)

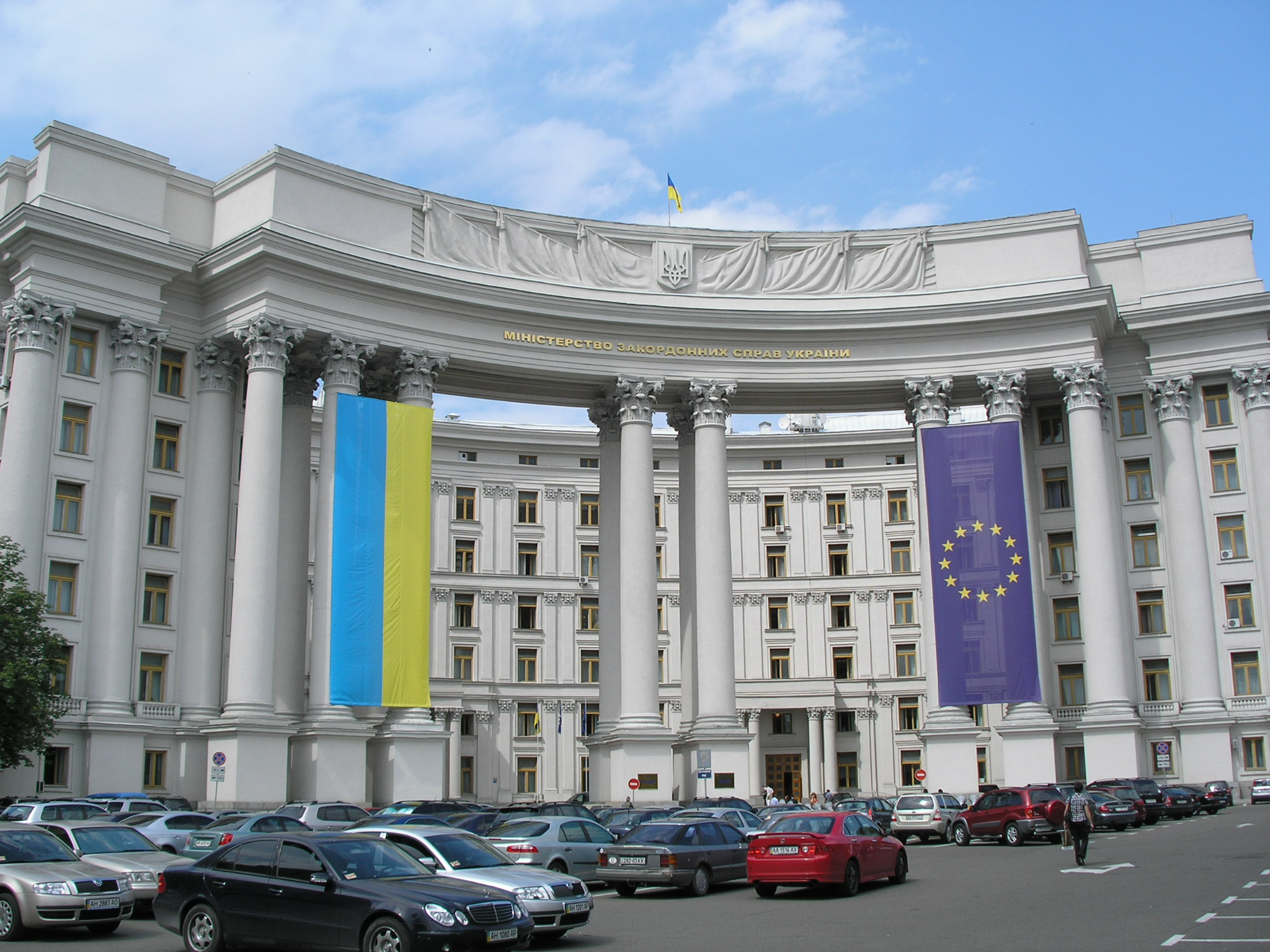
Clădirea principală a ministerului în partea istorică a Kievului

Ministerul Afacerilor Externe al Ucrainei (în ucraineană Міністерство закордонних справ України) este autoritatea guvernamentală ucraineană care supraveghează relațiile externe ale Ucrainei.